# كاسلفينيا: ذا أدفانتشر
كاسلفينيا: ذا أدفانتشر (بالإنجليزية: Castlevania: The Adventure)‏ (باليابانية: ドラキュラ伝説) ، هي لعبة إلكترونية من نوع منصات، أنتجها شركة كونامي اليابانية عام 1989م والتي تعمل بنظام جيم بوي، وأعيد إصدارها عام 2012م عن طريق متجر نينتندو الإلكتروني الخاص لنظام اللعبة نينتندو 3دي إس.